# Kovalovice
Kovalovice jsou obec v okrese Brno-venkov v Jihomoravském kraji. Rozkládají se na okraji Vyškovské brány, na úpatí Drahanské vrchoviny. Žije zde 678 obyvatel. Součástí obce je i samota Stará Pošta. Obec je přes letní sezónu značně navštěvovaná díky dispozici přírodního koupacího biotopu.
Obec je urbanisticky srostlá se sousedními Viničnými Šumicemi a bezprostředně navazuje také na Pozořice.

## Historie
První písemná zmínka o obci pochází z roku 1210. K roku 1237 je zaznamenána podoba názvu Coualouice.

## Obyvatelstvo
| Rok            | 1869 | 1880 | 1890 | 1900 | 1910 | 1921 | 1930 | 1950 | 1961 | 1970 | 1980 | 1991 | 2001 | 2011 | 2021 |
| -------------- | ---- | ---- | ---- | ---- | ---- | ---- | ---- | ---- | ---- | ---- | ---- | ---- | ---- | ---- | ---- |
| Počet obyvatel | 648  | 696  | 732  | 776  | 785  | 705  | 714  | 729  | 721  | 660  | 657  | 553  | 580  | 597  | 666  |
| Počet domů     | 93   | 111  | 122  | 131  | 142  | 142  | 151  | 170  | 176  | 169  | 166  | 186  | 180  | 203  | 224  |

## Obecní správa

### Obecní symboly
Znak a vlajka byly obci uděleny rozhodnutím předsedy Poslanecké sněmovny Parlamentu České republiky dne 18. března 2003.

## Doprava
Územím obce prochází krátký úsek dálnice D1. Dále jím vede silnice II/430 v úseku Brno – Rousínov (přes místní část Stará Pošta) a silnice III. třídy:
- III/3836 Velešovice – Kovalovice – Pozořice
- III/3838 Kovalovice – Viničné Šumice

Obec je od roku 2004 zařazena do Integrovaného dopravního systému Jihomoravského kraje, zóny 720 (vlastní obec), resp. 620 (Stará Pošta). Obec je obsluhována autobusovou linkou 702 z Brna přes Pozořice do Viničných Šumic. Místní část Stará Pošta je obsluhována linkami 602 a 621. Přímé spojení hromadnou dopravou mezi těmito dvěma částmi neexistuje.

## Pamětihodnosti
- Kaple svatého Petra a Pavla

## Rodáci
- Stanislav Valehrach (1941–1969), oběť komunistické represe

## Galerie

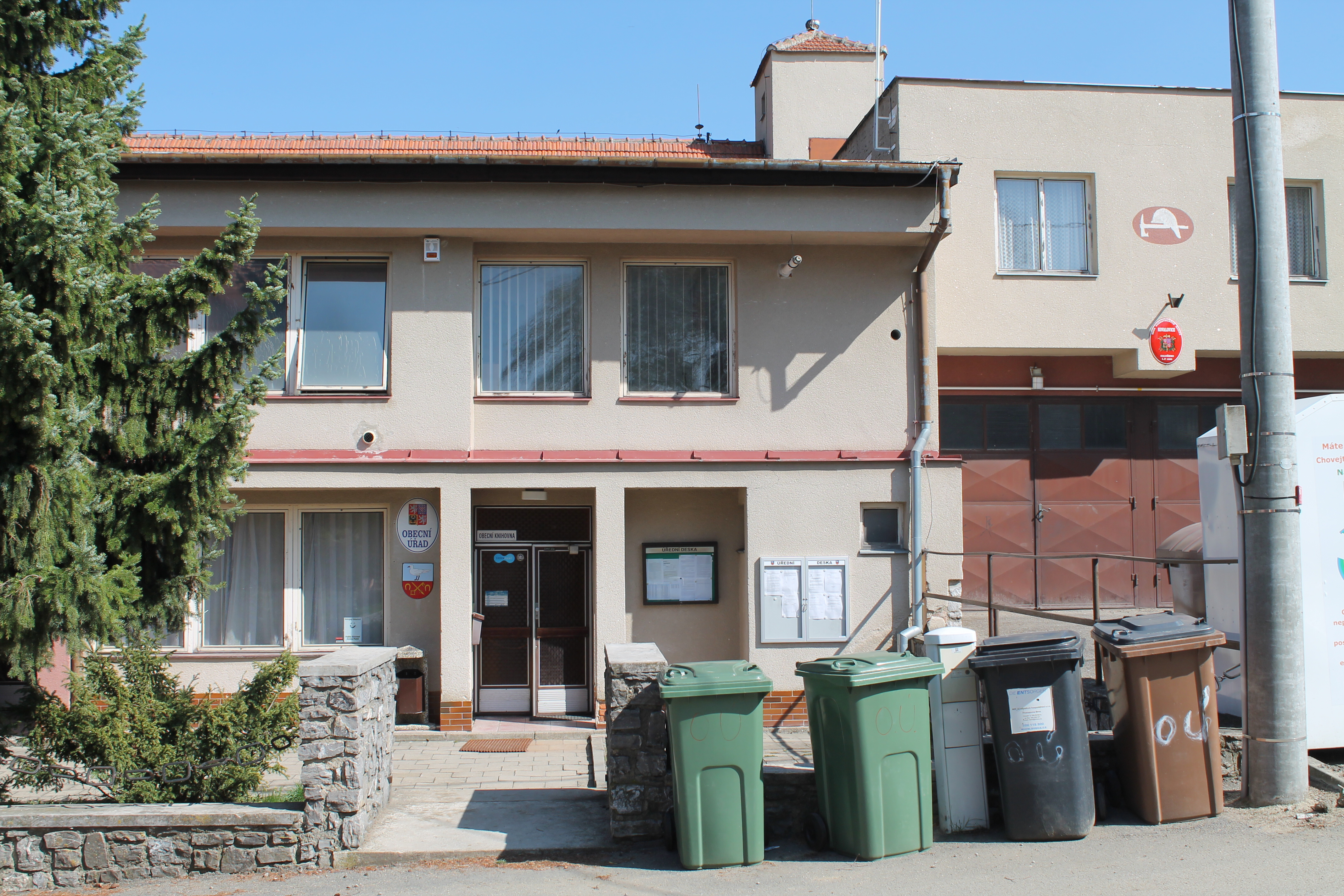
Obecní úřad
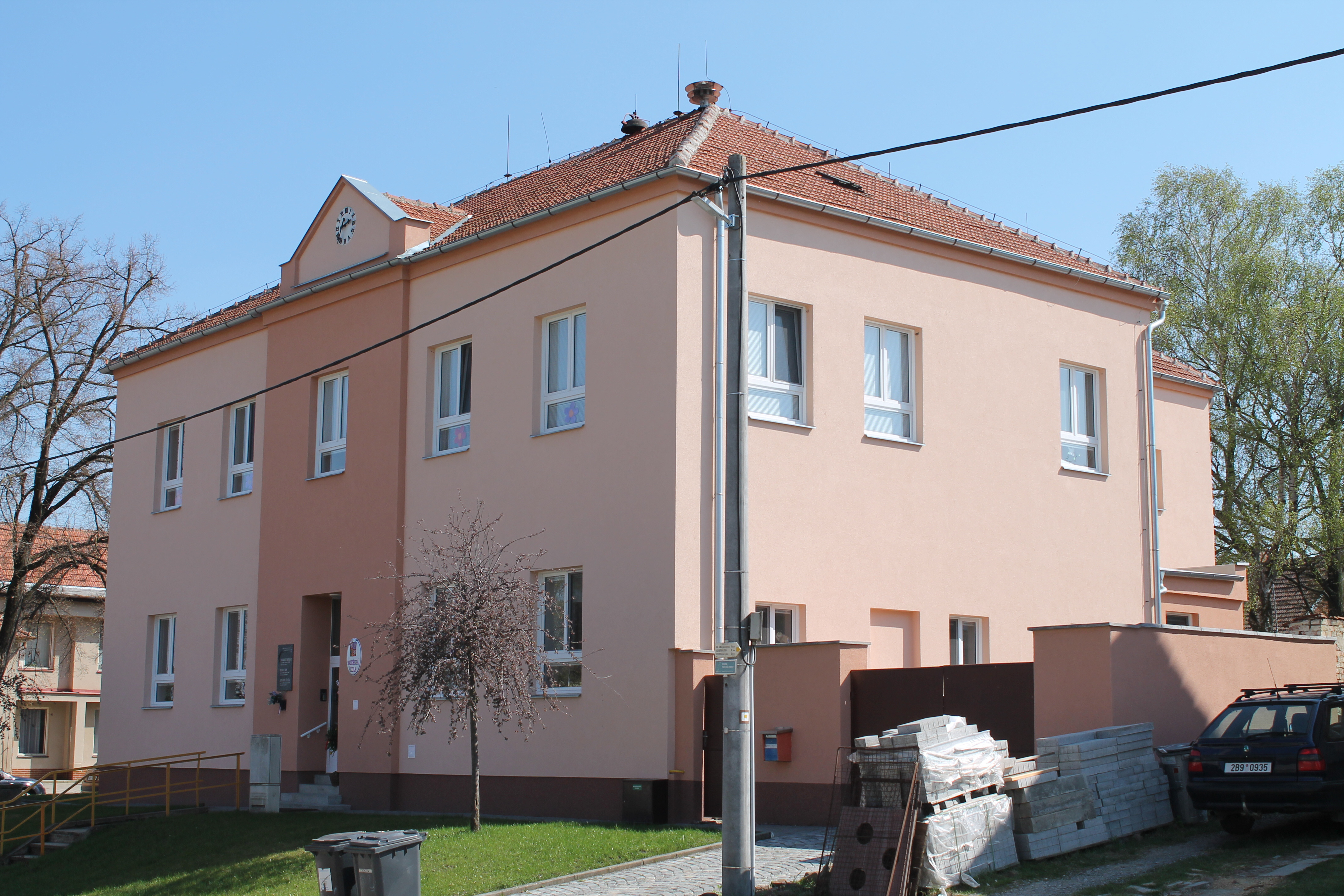
Mateřská škola
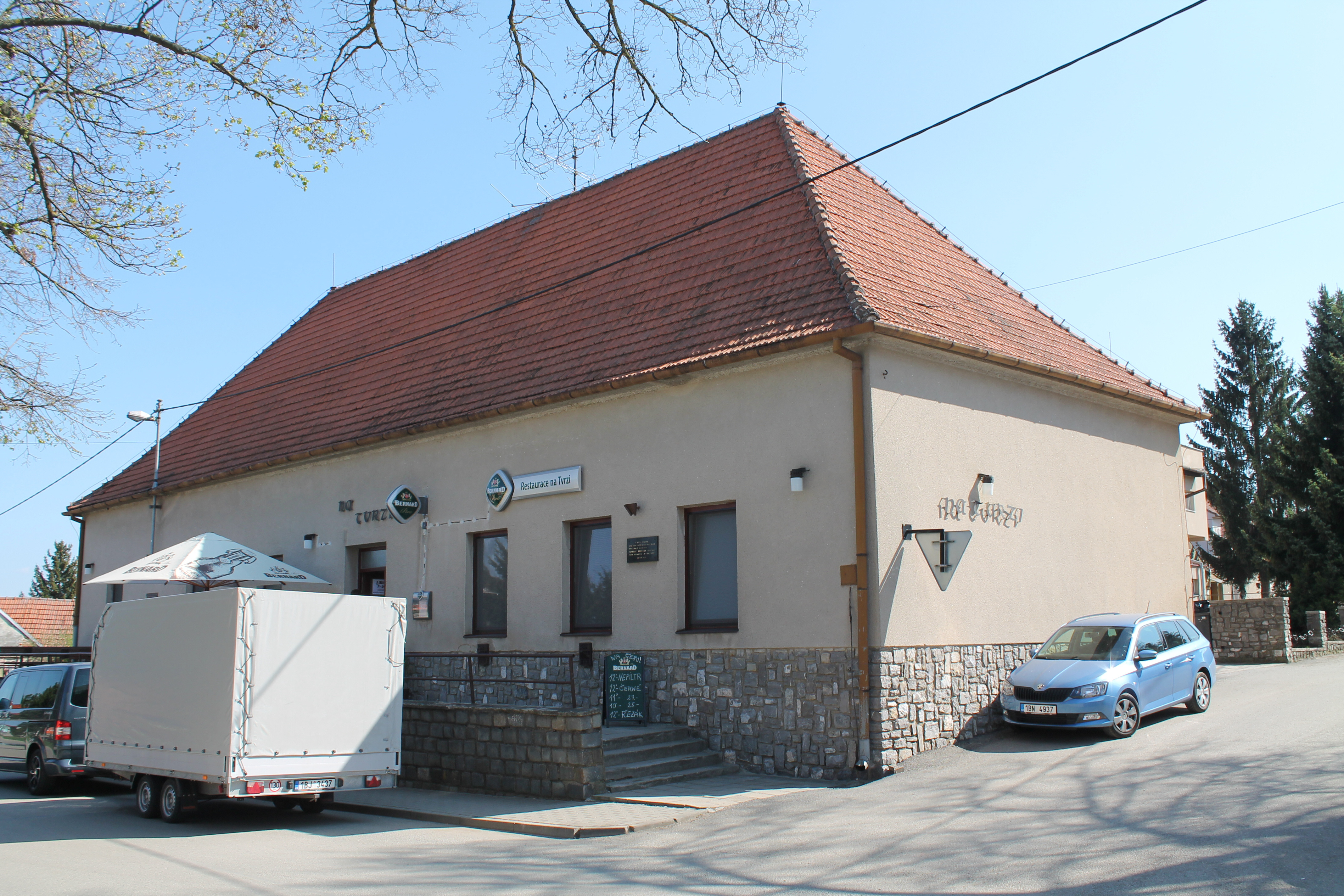
Restaurace na návsi
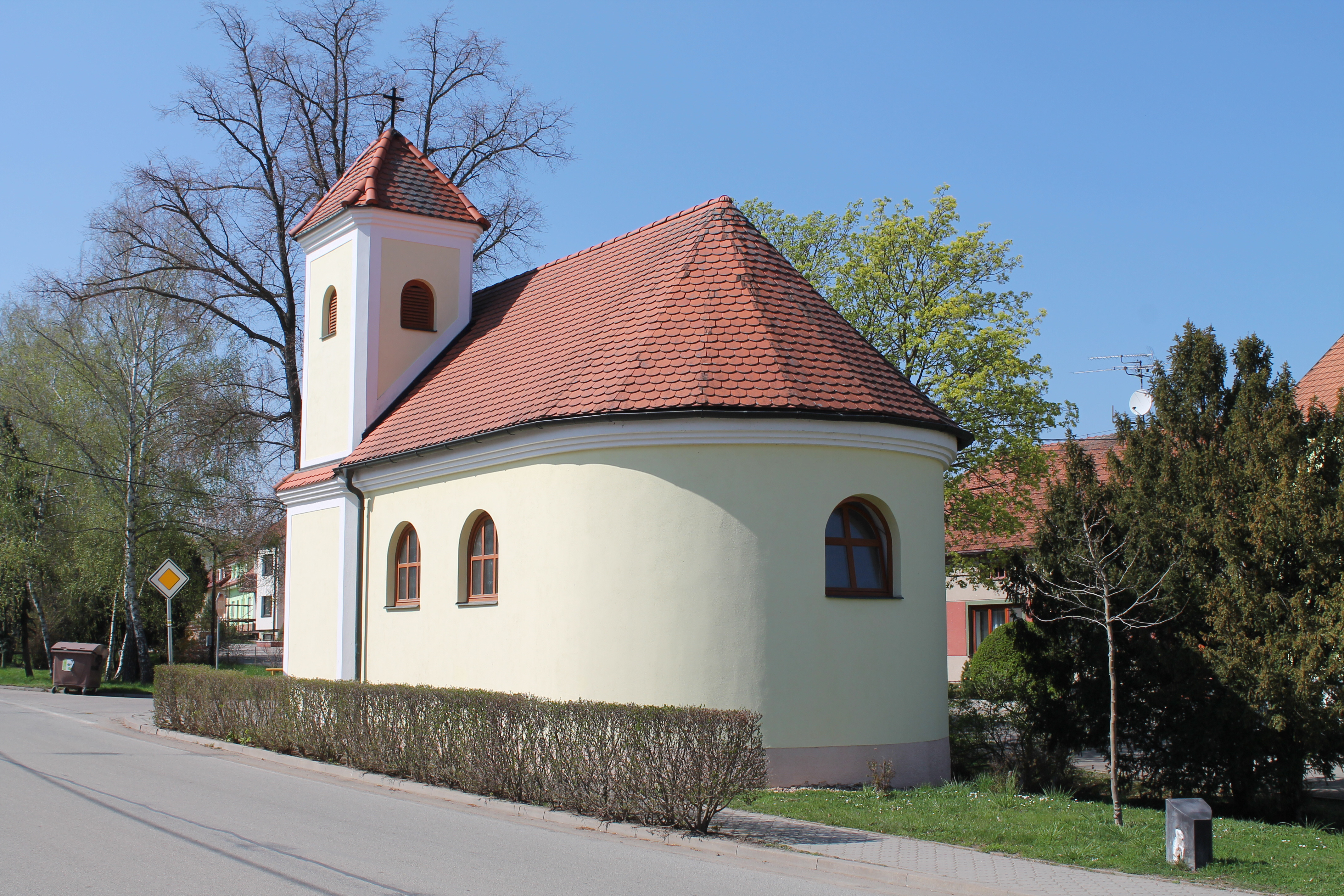
Kaple svatého Petra a Pavla
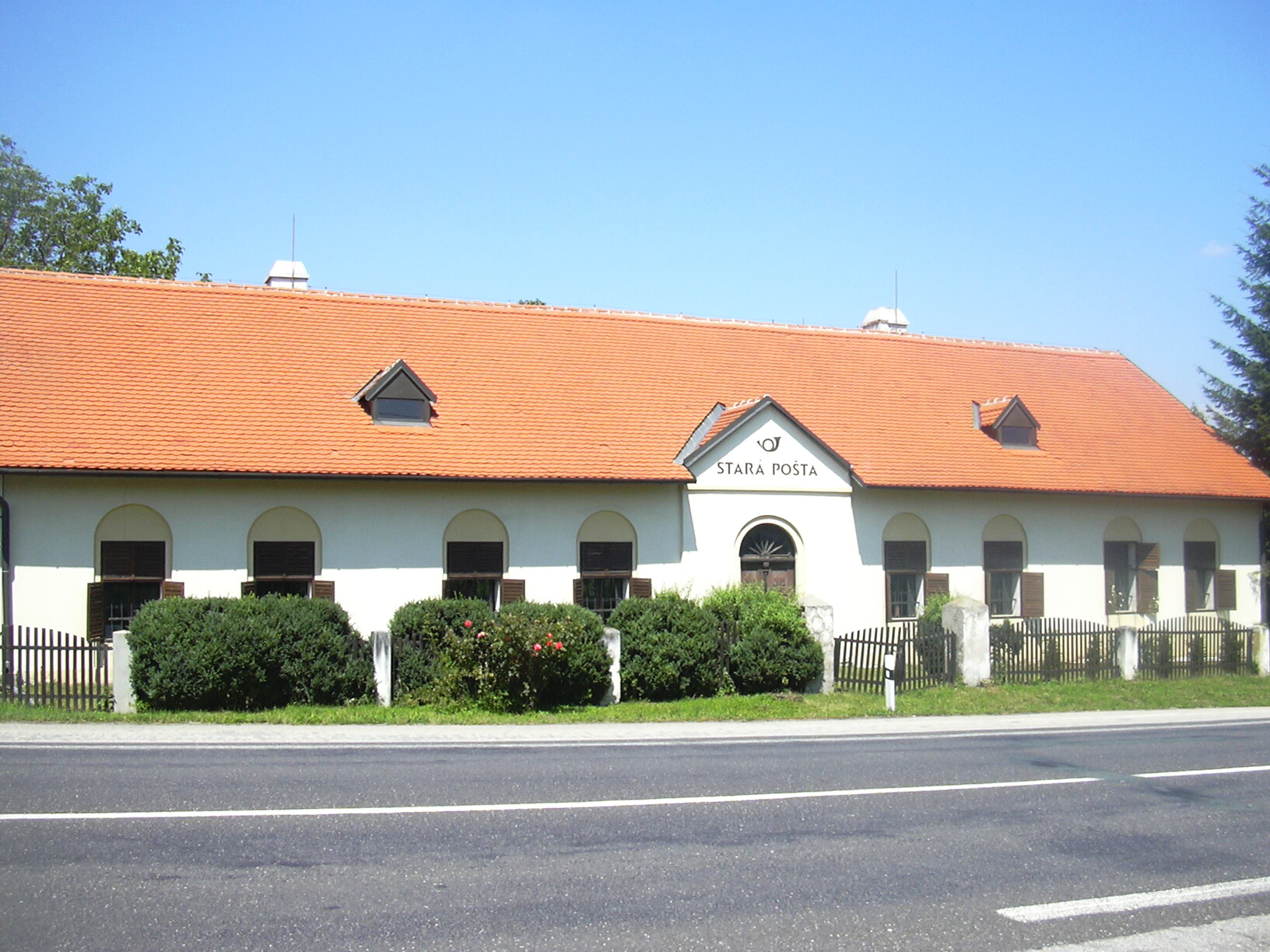
Samota Stará Pošta